# الحسن بن عبيد الله النخعي
الحسن بن عبيد الله بن عروة النخعي، أبو عروة الكوفي، أحد رواة الحديث النبوي، من طبقة تابعي التابعين له قريب من ثلاثين حديثا. ذكره ابن سعد في الطبقة الرابعة من محدثي الكوفة.

## روايته للحديث النبوي
روى عن: إبراهيم بن أبي الجعد الجعفي، وإبراهيم بن سويد النخعي، وإبراهيم بن يزيد النخعي، وإبراهيم بن يزيد التيمي، وأبي بحر ثعلبة بن مالك الكوفي نزيل البصرة، وأبي صخرة جامع بن شداد المحاربي، والحر بن الصياح، وربعي بن خراش، وزبيد اليامي، وزيد بن وهب الجهني، وأبي عمرو سعد بن إياس الشيباني، وسعد ابن عبيدة، وأبي وائل شقيق بن سلمة، وطلحة بن مصرف، وعامر الشعبي، وعبد الجبار بن وائل بن حجر الحضرمي، وعبد الرحمن بن الأسود بن يزيد النخعي، وعبد الرحمن بن هلال العبسي، وعطاء بن السائب، ومحمد بن شداد، وأبي الضحى مسلم بن صبيح، ومغراء العبدي، والمنهال بن عمرو، وهارون بن عنترة، وهنيدة بن خالد، وأبي بكر بن أبي موسى الأشعري، وأبي زرعة بن عمرو ابن جرير.
روى عنه: أبو إسحاق إبراهيم بن محمد الفزاري، وإسماعيل بن زكريا، وجرير بن عبد الحميد، وحفص بن غياث، وخالد بن عبد الله الواسطي، وزائدة بن قدامة، وسفيان الثوري، وسفيان بن عيينة، وأبو خالد سليمان بن حيان الأحمر، وشعبة بن الحجاج، وعبد الله بن الأجلح، وعبد الله بن إدريس، وعبد الرحمن بن محمد المحاربي، وعبد الرحيم بن سليمان، وعبد الواحد بن زياد، وعثمان بن الأسود، وعمران ابن عيينة، وفضيل بن سليمان، والقاسم بن مالك المزني، ومجاشع، ومحمد بن فضيل الضبي، ومسعود بن سعد، ومفضل بن مهلهل، ومنصور بن أَبي الأسود، وأبو المغيرة النضر بن إسماعيل، ويوسف بن خالد السمتي، وأبو بكر بن عياش.

## أقوال العلماء فيه
- قال إسحاق بن منصور، عن يحيى بن معين: ثقة، صالح.
- وقال العجلي، والنسائي، وأبو حاتم الرازي: ثقة.[4][5]
- وذكره ابن حبان في ثقاته.[6]
- وقال في موضع آخر: من ثقات أهل الكوفة.[7]
- وقال ابن سعد في طبقاته: ثقة.[8]
- وقال يعقوب بن سفيان: كان من خيار أهل الكوفة.[9]
- وقال ابن حجر العسقلاني: ثقة فاضل.[10]